# Rhythm Shower
A Rhythm Shower egy 1973-as album a The Upsetters együttestől.

## Számok

### A
1. "Tighten Up" – Dillinger
2. "Django Shoots First" – Sir Lord Comic
3. "Uncle Charley"
4. "Sokup"
5. "Double Power"
6. "Lover Version"

### B
1. "Rumpelsteelkin"
2. "Skanking" – Dillinger
3. "Kuchy Skank"
4. "Connection" – Dillinger
5. "Operation"